# Ponte da Barca
Ponte da Barca är en portugisisk stad/kommun i Viana do Castelo, i region Norr och underregionen Minho-Lima, med cirka 2 300 invånare. 
Kommunen har en yta av 184,76 km² och 13 026 invånare (2001) och är indelad i 17 freguesias. Kommunen gränsar i norr till Arcos de Valdevez, i öster till Spanien, i söder till Terras de Bouro och Vila Verde och i väster till Ponte de Lima.
Staden fick sin foral (ungefär stadsbrev) av Teresa av León år 1125.

## Befolkning
| Befolkningen i Ponte da Barca ("concelho") (1801 – 2004) | Befolkningen i Ponte da Barca ("concelho") (1801 – 2004) | Befolkningen i Ponte da Barca ("concelho") (1801 – 2004) | Befolkningen i Ponte da Barca ("concelho") (1801 – 2004) | Befolkningen i Ponte da Barca ("concelho") (1801 – 2004) | Befolkningen i Ponte da Barca ("concelho") (1801 – 2004) | Befolkningen i Ponte da Barca ("concelho") (1801 – 2004) | Befolkningen i Ponte da Barca ("concelho") (1801 – 2004) | Befolkningen i Ponte da Barca ("concelho") (1801 – 2004) |
| -------------------------------------------------------- | -------------------------------------------------------- | -------------------------------------------------------- | -------------------------------------------------------- | -------------------------------------------------------- | -------------------------------------------------------- | -------------------------------------------------------- | -------------------------------------------------------- | -------------------------------------------------------- |
| 1801                                                     | 1849                                                     | 1900                                                     | 1930                                                     | 1960                                                     | 1981                                                     | 1991                                                     | 2001                                                     | 2004                                                     |
| 10543                                                    | 9488                                                     | 12962                                                    | 13634                                                    | 16265                                                    | 13999                                                    | 13142                                                    | 12909                                                    | 13026                                                    |

## Freguesias
Ponte de Barca består av följande 17 freguesias:

- Azias
- Boivães
- Bravães
- Britelo
- Crasto, Ruivos e Grovelas
- Cuide de Vila Verde
- Entre Ambos-os-Rios, Ermida e Germil
- Lavradas
- Lindoso
- Nogueira
- Oleiros
- Ponte da Barca, Vila Nova de Muía e Paço Vedro de Magalhães
- Sampriz
- São Pedro de Vade
- São Tomé de Vade
- Touvedo
- Vila Chã